# Tatort: Die Freundin
Die Freundin ist ein österreichischer Fernsehkrimi aus dem Jahr 1995. Das Drehbuch schrieben Jürgen Kaizik und Bert Steingötter nach einer Idee von Albert Stein, Regie führte ebenfalls Jürgen Kaizik. Es war die insgesamt 317. Tatort-Folge und der achte und vorletzte Fall von Oberinspektor Fichtl (Michael Janisch) als Hauptermittler, allerdings waren von dessen neun Folgen nur acht Folgen der offiziellen Tatort-Reihe, sein erster Fall war eine Tatort-Folge des ORF, die nur in Österreich erstausgestrahlt und in Deutschland nur einmal im Hessischen Rundfunk im Fernsehen gezeigt wurde. Fichtl und sein Team haben es mit dem Tod eines Werbefilmproduzenten und einer ganzen Reihe von Tatverdächtigen zu tun.

## Handlung
Der Werbefilmproduzent Max Brockmann hat ein schlechtes Verhältnis zu seinem Sohn Stefan, der ebenso wie seine Ehefrau, von der er getrennt lebt, in Brockmanns Produktionsfirma arbeitet. Bei einem Treffen mit seiner Geliebten Franziska „Fanny“ Hubalek lernt er deren Freundin Ingrid kennen, die er spontan hinter Fannys Rücken zu einem weiteren Treffen mit Fanny hinzulädt. Als Fanny auftaucht, sperrt Brockmann sie aus seiner Villa aus, um mit Ingrid alleine zu sein, Ingrid wehrt seine Annäherungsversuche ab, doch Brockmann vergewaltigt sie. Später geht Fanny in die Villa Brockmanns und findet diesen dort tot auf, sie lässt die Leiche durch ihren Vater Hans beseitigen. Dabei wird er von einer Polizeistreife entdeckt und gestellt, Hans stirbt durch einen Herzinfarkt, als die Beamten die Leiche entdecken. Hofrat Dr. Putner und Hollocher suchen nach dem Fundort der Leiche die Villa Brockmann auf, wo sie Fanny antreffen. Diese gibt an, die Freundin von Brockmann zu sein und sich von diesem aushalten zu lassen. Als die Beamten feststellen, dass in der Villa kürzlich intensiv geputzt worden ist und da Fanny die Tochter von Hans Hubalek ist, nehmen sie sie fest. Die durch die Vergewaltigung stark geschundene Ingrid erfährt am nächsten Morgen aus dem Radio von der Festnahme ihrer Freundin Fanny.
Oberinspektor Fichtl, der sich über die Schweigsamkeit der tatverdächtigen Fanny wundert, fährt mit seiner neuen Assistentin Aloisia „Lou“ Hareter zu Stefan Brockmann, der die Produktion mittlerweile übernommen hat. Dieser sieht den Fall als geklärt an und gibt an, dass sein Vater sich nach einer neuen Freundin umgesehen habe und Fanny, die im Testament als Alleinerbin bedacht war, ihn deshalb umgebracht habe. Brockmanns jüngerer Sohn Ernst hält sich auf Geheiß seines älteren Bruders mit einer Aussage zurück. Unterdessen sucht der Rechtsanwalt Dr. Lukas Fannys Großmutter auf und befragt sie nach ihrer Enkelin, da er diese vertreten wolle. Diese sagt Lukas gegenüber aus, dass ihr Sohn schon geschlafen habe, und er nach einem Anruf von Fanny noch einmal weggefahren sei. Dr. Lukas stellt das Tonband der Aussage Fichtl und seinem Team zur Verfügung, um Fannys Täterschaft zu untermauern, Fichtl zweifelt hingegen an deren Schuld. Der Kleingauner Gustl möchte Fichtl gegenüber eine Aussage machen, doch dieser schickt ihn gestresst weg. Lou Hareter sucht Ernst Brockmann auf, dieser sagt aus, dass sich sein Vater kürzlich eine Waffe gekauft habe. Unbemerkt von Hareter verlässt Ingrid, die Ernst kennt, dessen Buchladen und beobachtet das Gespräch von außen. Fichtl versucht derweil vergeblich, Fanny zum Reden zu bringen.
Ernst, dem durch das Gespräch mit Hareter klar geworden ist, dass Ingrid bei seinem Vater war, sucht diese auf und macht ihr klar, dass er mit ihr nichts mehr zu tun haben möchte, da er seinen Vater verachtet und Ingrid bislang eine Annäherung an Max nicht zugetraut hatte. Gustl sucht unterdessen Hollocher und Fichtl auf und erzählt diesen, dass ihm vor wenigen Wochen jemand 100.000 Schilling geboten hatte, um Max Brockmann zu töten. Fichtl und Hollocher schmuggeln Hareter zu Fanny in die Zelle, sie soll deren Vertrauen gewinnen und etwas aus ihr herausholen. Fanny erzählt Hareter von einer ehemaligen Freundin, der sie vertraut, die aber ihr Vertrauen missbraucht habe. Fichtl geht daraufhin volles Risiko und verfügt Fannys Freilassung, um an diese Freundin zu kommen. Prompt trifft sich Fanny mit Ingrid und versichert ihr, der Polizei nichts gesagt zu haben. Als die beiden über Brockmann sprechen, kommt Hareter, die die beiden mit Kollegen heimlich beschattet hat, hinzu, Ingrid läuft weg, wird aber von Hollocher und seinen Kollegen festgenommen. beteuert gegenüber Fichtl, dass sie mit dem Tod Brockmanns nichts zu tun hat, nach dem Vergewaltigungsversuch Brockmanns sei sie geflohen. Er habe zu diesem Zeitpunkt noch gelebt, dass Fanny ihn erschossen hat, kann sie sich auch nicht vorstellen. Fichtl will daraufhin von Hollocher mehr über Gustls potentiellen Auftraggeber erfahren, dieser erkennt auf Brockmanns Beerdigung Rabenau als diesen wieder, von Hareter angesprochen, gibt er zu, über Brockmanns Tod erleichtert zu sein. Rabenaus Tochter hatte ein Verhältnis mit Brockmann, diese sei danach drogenabhängig geworden und an einer Überdosis gestorben. In einer Kurzschlusshandlung hat er dann Gustl angesprochen, sich allerdings schnell eines Besseren besonnen und von seinem Racheplan Abstand genommen. Fanny sucht ebenfalls auf der Beerdigung Ernst auf, erzählt diesem von der Verhaftung Ingrids und fleht ihn an, ihrer Freundin zu helfen. Kurz darauf macht Stefan im Beisein von Ernst und seiner Mutter eine Andeutung, dass er den Vater umgebracht haben könnte.
Ernst sucht Fanny, die Max Brockmanns Vermögen geerbt hat, abends auf und erzählt ihr von der Täterschaft seines Bruders. Ernst möchte, dass Fanny zur Polizei geht, um Ingrid zu helfen, doch diese bewaffnet sich und trifft sich mit Stefan. Sie bietet ihm an, auf die Familienvilla zu verzichten, wenn Stefan schriftlich den Mord an seinem Vater gesteht. Rabenau gibt unterdessen gegenüber Fichtl und seinem Team zu Protokoll, dass er Gustl nie den Namen Brockmann genannt, aber Gustl ihm die Brieftasche gestohlen habe. Gustl gesteht schließlich, dass er in der Brieftasche Rabenaus die Visitenkarte Brockmanns fand und bei diesem einbrechen wollte. Als er die Tür offen vorfand, sei er in die Villa gegangen und vom betrunkenen Brockmann überrascht und mit einer Waffe bedroht worden. Gustl hatte diesen im Affekt weggeschubst und Brockmann sich dabei versehentlich selbst erschossen. Fanny will unterdessen Stefan dazu zwingen, eine Überdosis Schlaftabletten zu schlucken, um einen Suizidversuch von ihm vorzutäuschen, dies soll sein schriftliches Geständnis untermauern. Stefan kann Fanny jedoch entwaffnen und zwingt sie nun ihrerseits zu einem schriftlichen Geständnis. Die gerade aus der U-Haft entlassene Ingrid erreicht ihre Freundin nicht und alarmiert Fichtl und Hareter, die drei eilen zur Villa. Sie kommen gerade noch rechtzeitig, als Stefan gerade seinerseits Fanny mit dem Schlafmittel töten will, Fichtl kann Stefan entwaffnen und festnehmen.

## Einschaltquote
Der Tatort Die Freundin erreichte bei seiner Erstausstrahlung in der ARD 7,98 Mio. Zuschauer, was einer Quote von 30,06 % entsprach.

## Kritik
TV Spielfilm bewertete den Film nur mittelmäßig und kommentierte: „Undurchsichtige Story mit tausend Klischees“.